# Dibër (prefectuur)
Dibër (Albanees: Qarku i Dibrës) is een prefectuur in het noordoosten van Albanië met 136.630 inwoners (2011). De hoofdstad is Peshkopi. De prefectuur staat bekend om haar natuurschoon.

## Bestuurlijke indeling
De prefectuur is ingedeeld in vier steden (bashkia) na de gemeentelijke herinrichting van 2015: 
Bulqizë • Dibër • Klos • Mat.

## Landschap
Dibër is een bergachtige prefectuur. Het gebied wordt door meerdere bergketens doorsneden. In het oosten, aan de grens met Noord-Macedonië, is er het Korabmassief, met 2.764 meter het hoogste punt van Albanië. Aan de westelijke grens van de prefectuur verheft zich het Albanese kustgebergte. Dit gebied is als nationaal park Qafë Shtamë beschermd. Ook centraal in Dibër zijn er nationale parken, namelijk Lurë en Zall Gjocë, beide berggebieden. Rivieren als de Mat en de Drin hebben diepe dalen uitgesleten. In de wildernis van Dibër leven nog wolven en beren.

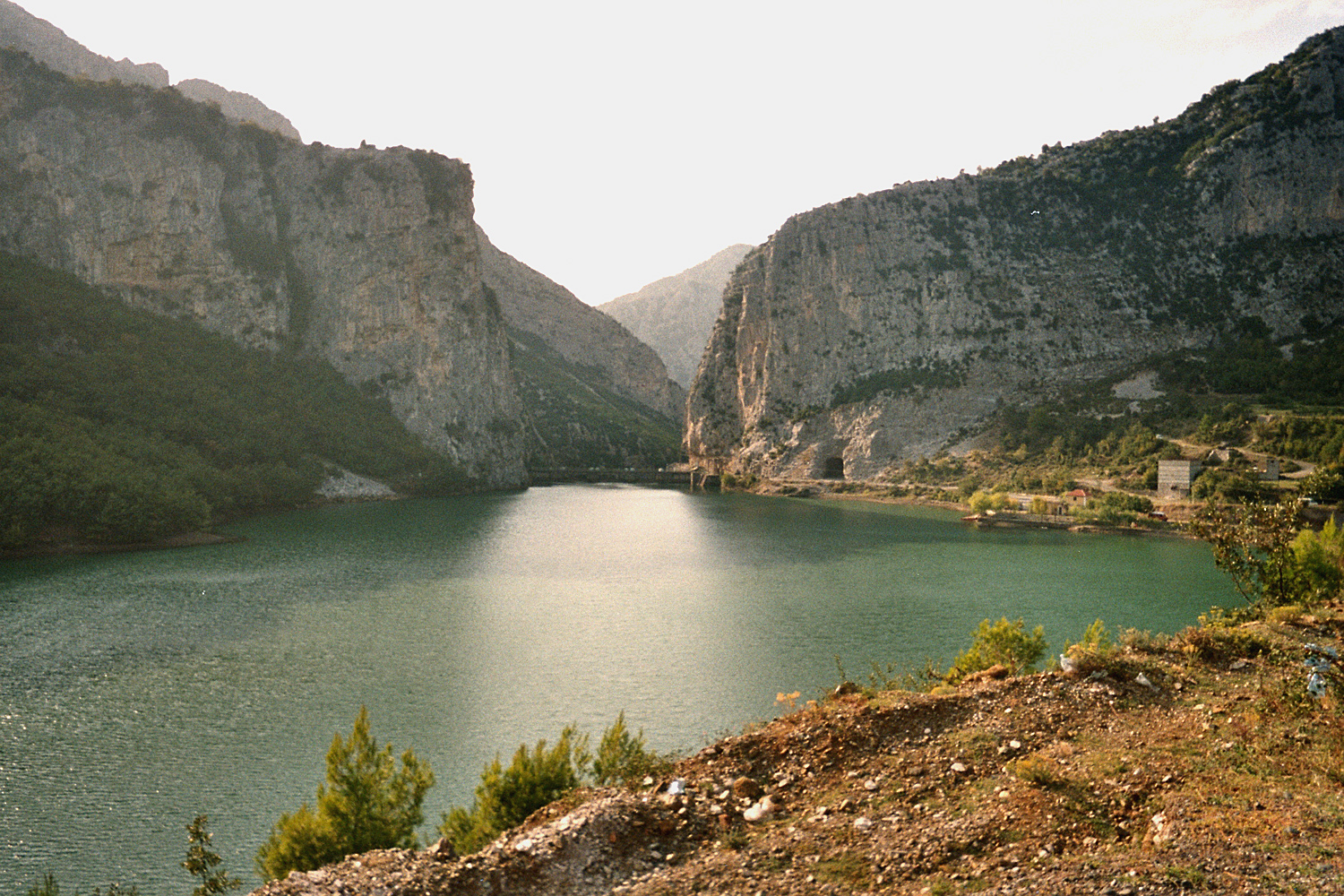
De kloof waardoor de Mat naar het westen stroomt

Dibër is door het bergachtige karakter moeilijk toegankelijk en dunbevolkt. Wel heeft de aanwezigheid van chroom tot enige mijnbouw geleid en zijn er in het noordwesten stuwmeren aangelegd. Toch hebben grote delen van de prefectuur nog steeds een ongerept karakter.

## Bevolking
In de prefectuur Dibër leven zo'n 127.328 mensen (2016). De meesten van hen zijn moslim (85,24%), vooral van soennitische strekking (81,40%). Langs de grens met Macedonië woont een Macedonische minderheid die oosters-orthodox is. Een kleine minderheid, zo'n 2,04%, is rooms-katholiek: zij wonen vooral in de plaats Ulëz (92,60%) en in Baz (32,88%). 
Het vruchtbaarheidscijfer is, na Kukës, het hoogst van Albanië, met 2,17 kinderen per vrouw (het landelijk gemiddelde is 1,54 kinderen per vrouw). De leeftijdsopbouw ziet er als volgt uit: 20,8% is tussen de 0 en de 14 jaar oud; 67,0% is in de leeftijd van de beroepsbevolking en zo'n 12,2% is 65 jaar of ouder. 
Tussen 1 januari 2016 en 1 januari 2017 verloor de prefectuur Dibër 2,69% van haar bevolking. Dat is, op Gjirokastër na, de laagste bevolkingsgroei van alle Albanese prefecturen. 
Berat · Dibër · Durrës · Elbasan · Fier · Gjirokastër · Korçë · Kukës · Lezhë · Shkodër · Tirana · Vlorë

Deelgemeenten · Gemeenten · Prefecturen